# Въоръжени сили на Малта
Въоръжените сили на Малта осигуряват суверенитета и териториалната цялост на републиката. Те са с интегрирана бригадна структура, включваща както сухопътен, така и въздушен и морски компонент. 
Разположението на страната като външна граница на ЕС натоварва въоръжените сили и с охрана на границата.

## Организация

### Щаб, Въоръжени сили на Малта
Начело на Въоръжените сили на Малта стои офицер със звание Бригадир (бригаден генерал). Това е единствената генералска позиция в състава на въоръжените сили. Щабът на въоръжените сили е командната структура на малтийската армия. Включва:
- Отдел „Въоръжен състав“
- Тренировъчен отдел
- Отдел „Администрация и личен състав“
- Логистичен отдел
- Отдел „Политика на сигурност и отбрана на ЕС“
- Клетка за публична информация
- Разузнавателна клетка
- Правен офис
- Отдел „Одит и инспекторат“

### 1-ви Батальон, Въоръжени сили на Малта
Основното сухопътно бойно подразделение, включващо щабна рота, три пехотни роти и рота за поддръжка.
- Щабна рота – включва командване, автомобилна секция, Пионерна секция, Секция военна полиция, Свързочна секция, Оръжейна секция и Тилова секция.
- Рота А – охранява периметъра на Международното летище Лука, Малта.
- Рота B – териториална охрана, охрана на правителствените сгради, изпълнява основно функциите на жандармерия, базирана е в Хал-Фар.
- Рота C (Специални задачи) – Рота за бързо реагиране и пехотно обучение, базирана е в Хал-Фар.
- Рота за противо-въздушна отбрана и огнева поддръжка – въоръжена с шведски 40 mm зенитни оръдия Bofors L70 и съветски тежки зенитни картечници 14.5 mm ЗПУ-4, 81 mm минохвъргачки, китайски РПГ Type 69 и американски тежки картечници Browning .50

### 3-ти Батальон, Въоръжени сили на Малта
3-ти Батальон е основното подразделение за бойна поддръжка на Въоръжените сили на Малта. Той включва:
- Инженерна рота – обща инженерна поддръжка
- Рота за амуниции и експлозиви – сапьорната част на армията. Отговаря за складирането както на амуниции и взривни вещества за армията, така и за взривни вещества за промишлеността. Сапьорната част за гражданска охрана също е част от ротата.
- Електрическа и механична ремонтна рота – отговаря за ремонта на автомобилния и техническия парк на въоръжените сили.

### 4-ти Батальон, Въоръжени сили на Малта
Сравнително ново подразделение, създадено на 30 октомври 2006 г. Включва:
- Щабна рота
- Военен оркестър на Въоръжените сили на Малта
- Корпус за финансова сигурност – осъществява превенция на контрабандата, сигурността на превоза на парични средства и разследва нарушенията на финансовите и данъчните закони.
- Свързочна рота – осигурява цялата комуникация на въоръжените сили. Оперира кооординационния център за търсене и спасяване, комуникационните линии, информационните системи.
- Тренировъчна школа – начална подготовка и специализирани курсове.

### Авиационно крило
Авиокрилото е въздушният компонент на въоръжените сили. Не разполага със собствен боен компонент и отговаря основно за патрулиране на малтийската територия, търсене и спасяване и авиомедицинска евакуация, както и подкрепа на държавните органи.
Авиокрилото е с батальонна структура и включва:
- Командване – ръководи работата на крилото.
  - Интегриран логистичен дивизион – отговаря за снабдяването с резервни части и за съхранението на техническата документация на авиопарка и обслужващата техника.
- Командна ескадрила – осигурява логистична и тилова поддръжка на авиокрилото.
- Оперативна ескадрила – както показва името това е оперативното подразделение на авиокрилото, в което е концентрирана летателната дейност. Състои се от три части:

- - Самолетно авиозвено – патрулира крайбрежието и прилежащата икономическа зона, наблюдава за случаи на нелегална имиграция, насочва морските патрулни съдове, охранява риболова, и осъществява логистични полети.
  - Вертолетно авиозвено – патрулира крайбрежието, отговаря за търсене и спасяване и осъществява авиомедински евакуационни полети и авиотранспорт на правителството.
  - Спасителна секция – взвод от специално обучени плувци – спасители и санитари.
- Ескадрила за поддръжка – ескадрила за обслужване и поддръжка на авиационна техника и противо-пожарна служба.

### Военноморска ескадра
Военноморската ескадра е част от въоръжените сили на Малта. Основните ѝ функции включват сигурността на малтийските териториални води, търсенето и спасяването и защитата на малтийските интереси в ИИЗ. Базата ѝ е Пристан Хей в Шат ит-Тибен, Флориана. Настоящият ѝ корабен състав включва десет патрулни катера и шест по-малки съда.
Ротите се наричат командвания:
- Щабно командване – осигурява охраната на военноморската база, транспорта и тиловото осигуряване за патрулните катери, включително сабдяването с амуниции и ГСМ.
- Офшорно командване – оперира в изключителната икономиическа зона на Малта с два катера клас Protector (P51 и P52), един катер клас Diciotti (P61) и новият флагман на ескадрата – бивш ирландски патрулен кораб (Р22).
- Иншорно командване – оперира в териториалните води на Малта с четири патрулни катера тип P21, спасителните катери Melita I и Melita II. Командването включва и взвод за бординг и инспекция.
- G командване – отговаря за военния гарнизон на остров Гозо. Включва пехотен взвод, с три екипажа за един спасителен катер клас Melita и един патрулен катер клас Defender.
- Командване за поддръжка – част за обслужване и ремонт на корабния състав и логистично осигуряване.

### Извънреден доброволен резервен отряд
Освен с редовните сили Въоръжените сили на Малта разполагат и с немалък отряд от резервисти. При мобилизация те подсилват ротата за противо-въздушна отбрана и огнева поддръжка на 1-ви Полк на въоръжените сили (Air Defence & Support Company (ADSC), 1 Regiment AFM).

### Италианска военна мисия в Малта
Република Италия поддържа малобройна военна мисия на територията на Малта, която оказва техническа помощ. Мисията е съществувала с прекъсвания между 1973 и 1979 година, между 1981 и 1988 година, а в сегашния си вид съществува от юли 1988 г. Мисията включва 12 офицери и 35 сержанти, войници и матроси от трите основни вида въоръжени сили и оперира с 2 спасителни вертолета Agusta-Bell 212, 15 единици тежка автомобилна техника, 60 единици лека автомобилна техника, свързочни средства и въоръжение.

### Кратка история
Въоръжените сили на Малта са формирани през 1974 г., когато страната получава своята независимост от Обединеното кралство. 1-ви Полк, Кралска малтийска артилерия става 1-ви Полк, Въоръжени сили на Малта. По британска традиция тези подразделения се наричат полкове, но всъщност представляват батальони със смесена структура.
През 1980 г. е формиран 2-ри Полк като основно инженерно подразделение, а 1-ви Полк от артилерийски дивизион е трансформиран в подразделението за бързо реагиране на малтийската армия, включващ пехота, авиационни и морски подразделения. Артилерийските части на 1-ви Полк са прехвърлени в състава на новия 2-ри Полк. След нова реорганизация през 1992 г. е формиран 3-ти Полк.
В сегашния си вид въоръжените сили съществуват от 2006 г., когато полковете са трансформирани в 1-ви, 3-ти и 4-ти Батальон, а авиационният и морският компоненти са отделени в подразделения с батальонна структура в състава на армията.

### Личният малтийски полк на краля (King's Own Malta Regiment)
Дълго време Малта е коронна колония на Обединеното кралство и Личният малтийски полк на краля е полкът за териториалната ѝ отбрана. Създаден е през 1801 г. като „Полк на малтийската милиция“, разформирован само година по-късно. Губернаторът сър Артър Дингли го възстановява като „Малтийска милиция“ през 1852 г., но полкът отново е разформирован през 1857 г. Следващото възкресяване на полка става през 1889 г. под името „Кралски малтийски полк милиция“, носещ традициите на полка „Малтийски стрелци“ от началото на XIX век. Полкът е преименуван на „Личен полк кралска малтийска милиция на краля“ („King's Own Royal Malta Regiment of Militia“) през 1903 г. и отново е разпуснат през 1921 г. През 1931 г. полкът е формиран за четвърти път под наименованието „Личен малтийски полк на краля“ („King's Own Malta Regiment“) като част от Британската армия. През 1951 г. е прехвърлен под юрисдикцията на губернатора на Малта като Териториални сили на Малта (Malta Territorial Force). С независимостта на Малта през 1970 г. става основа на Малтийските сухопътни войски. Разформирован е през 1972 г.
- 1-ви Батальон, ЛМПК [1897 – 1921, 1931 – 1946, 1952 – 1972]
- 2-ри Батальон, ЛМПК [1897 – 1921, 1940 – 1946, 1952 – 1972]
- 3-ти Батальон, ЛМПК [1940 – 1945]
- 10-и Батальон, ЛМПК (териториална армия) [1942 – 1943]